# Catalunyan Saddle
Catalunyan Saddle (in lingua bulgara: Каталунска седловина, Katalunska sedlovina; Sella Catalogna) è una sella montuosa o valico antartico, situata all'altitudine di 1.260 m nel Friesland Ridge dei Monti Tangra dell'Isola Livingston, nelle Isole Shetland Meridionali, in Antartide.
La sella è delimitata dal Lyaskovets Peak a est e dal Presian Ridge a ovest.
La denominazione è stata assegnata in onore della regione di origine dei catalani Francesc Sàbat (a cui è stata intitolata la Sàbat Hill) e Jorge Enrique (a cui è stata intitolata la Enrique Hill) che, partendo dalla Base antartica spagnola Juan Carlos I, stabilirono il percorso per la prima ascensione al Monte Friesland effettuata il 30 dicembre 1991 passando proprio attraverso questa sella tra i monti.

## Localizzazione
La sella si trova alle coordinate 62°39′58.5″S 60°08′51.2″W, 11,5 km a est della Base San Clemente di Ocrida e 3,4 km a sud del Kuzman Knoll. Una parte del valico è occupata da un singolare rilievo coperto di ghiaccio detto Sphinx (Sfinge).
La sella fu sede di bivacco degli alpinisti bulgari Lyubomir Ivanov e Doychin Vasilev dal 14 al 16 dicembre 2004 nel corso della campagna bulgara di rilevazioni denominata Tangra 2004/05 e fu mappata nel 2005.

## Mappe
- L.L. Ivanov et al. Antarctica: Livingston Island and Greenwich Island, South Shetland Islands. Scale 1:100000 topographic map. Sofia: Antarctic Place-names Commission of Bulgaria, 2005.
- L.L. Ivanov.  Antarctica: Livingston Island and Greenwich, Robert, Snow and Smith Islands (JPG), su apcbg.org.. Scale 1:120000 topographic map. Troyan: Manfred Wörner Foundation, 2009. ISBN 978-954-92032-6-4
- L.L. Ivanov. Antarctica: Livingston Island and Smith Island. Scale 1:100000 topographic map. Manfred Wörner Foundation, 2017. ISBN 978-619-90008-3-0

## Galleria d'immagini

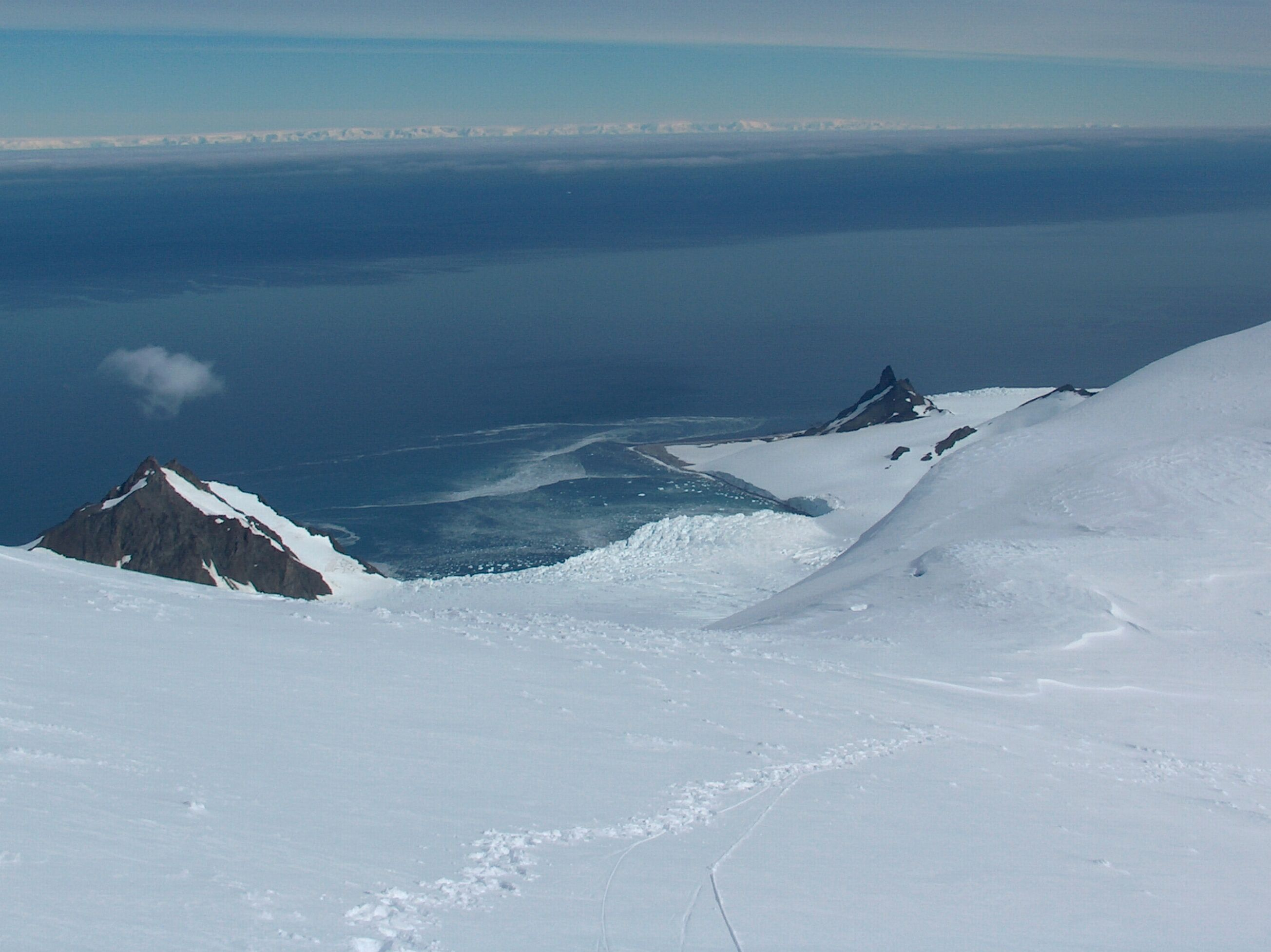
La Catalunyan Saddle in primo piano, con lo Stretto di Bransfield e la Penisola Antartica sullo sfondo.
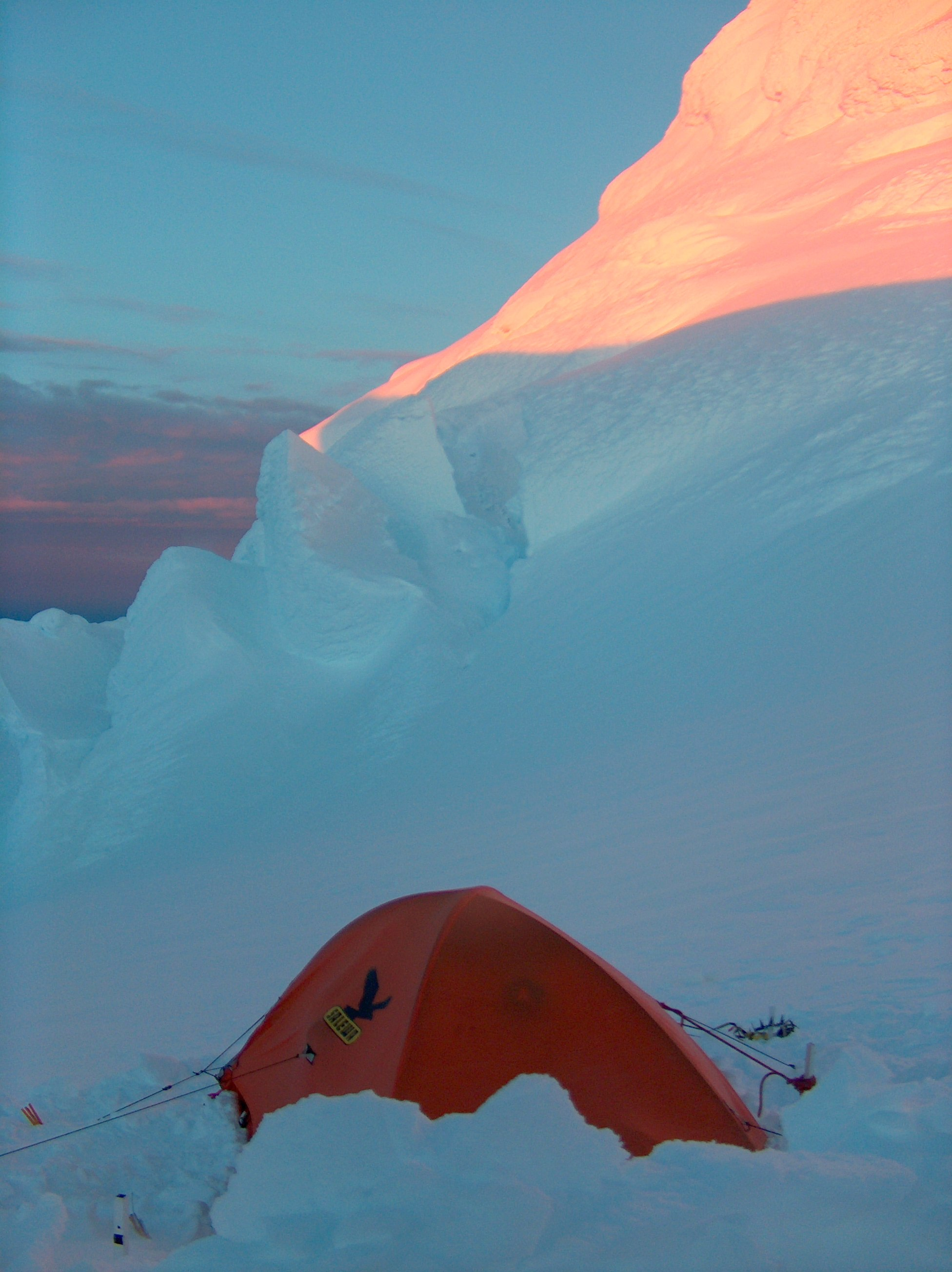
Il bivacco Tangra 2004/05 alla Catalunyan Saddle.
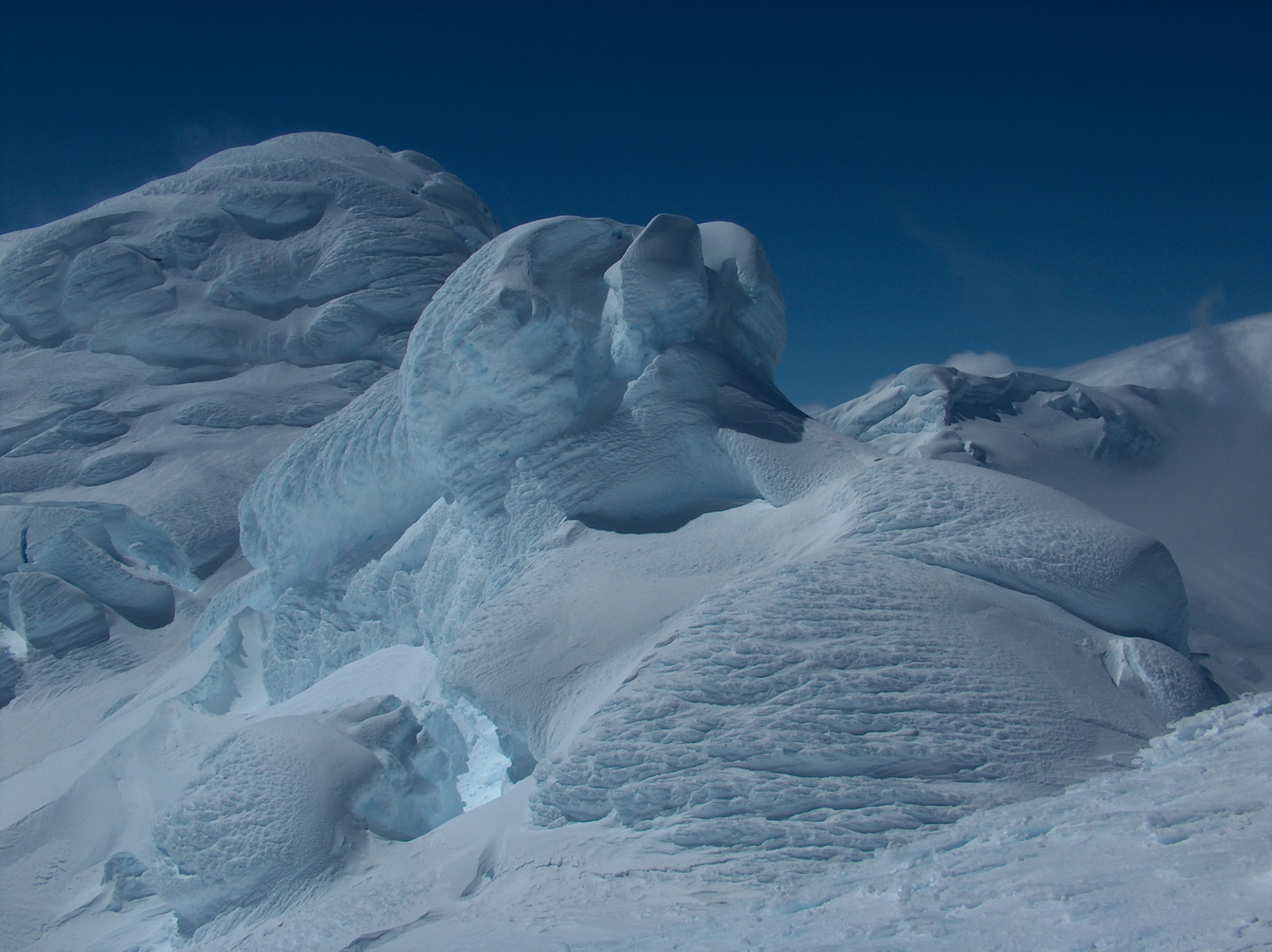
'The Sphinx' (la Sfinge) con il Lyaskovets Peak a sinistra e il Levski Peak a destra, sullo sfondo.
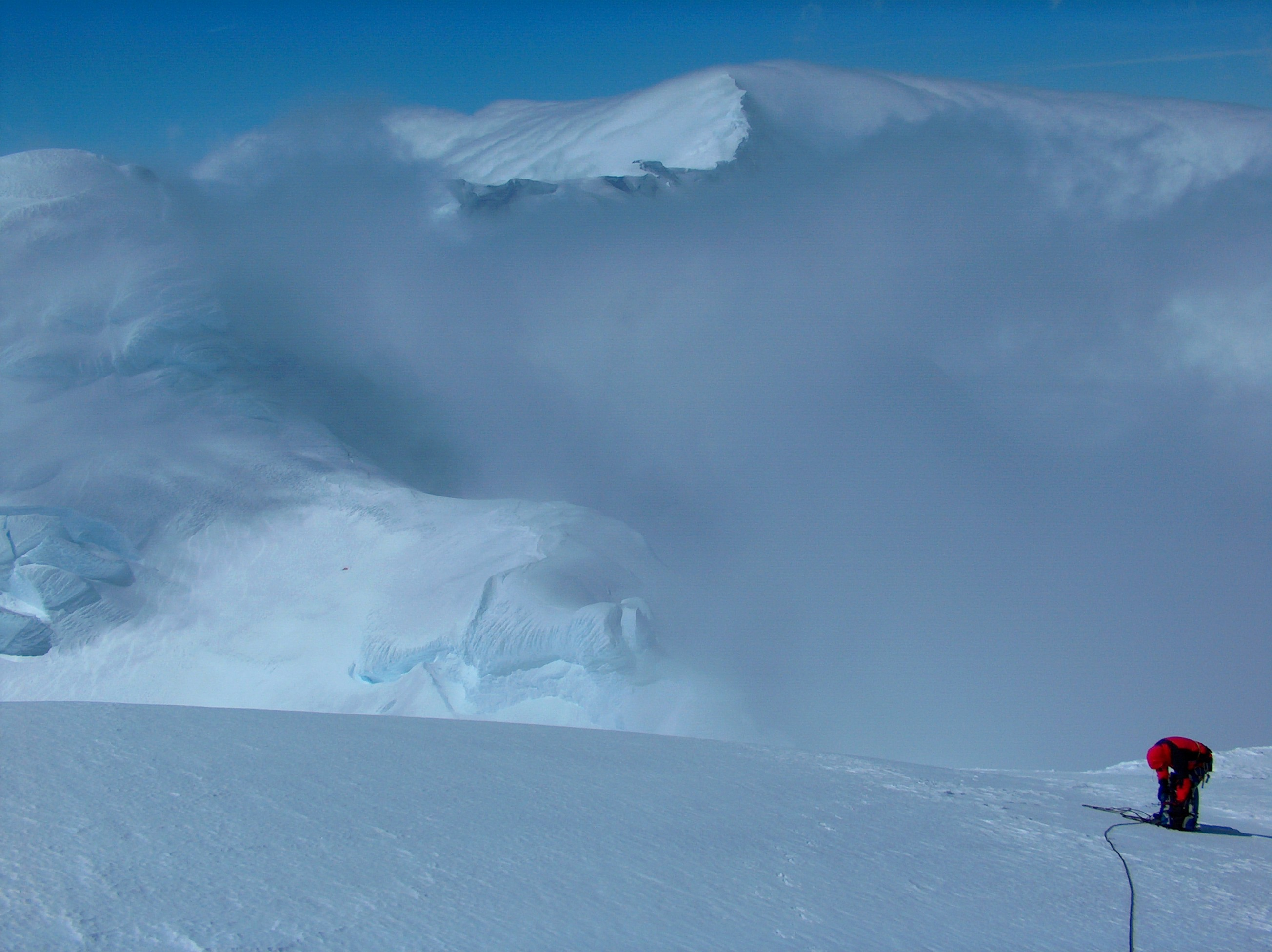
La Catalunyan Saddle con 'The Sphinx' (la Sfinge) dal Presian Ridge, con il St. Ivan Rilski Col che emerge dalla nebbia sullo sfondo.